# WIN/GIA

Logo WIN/GIA

WIN/GIA là viết tắt tiếng Anh của Worldwide Independent Network/Gallup International Association, là hợp tác quốc tế của các công ty nghiên cứu thị trường và thăm dò độc lập. Nhóm được thành lập vào tháng 5 năm 2010 khi Hiệp hội Gallup Quốc tế (GIA, Gallup International Association), được thành lập vào năm 1947 và Mạng lưới nghiên cứu thị trường độc lập toàn thế giới (WIN, Worldwide Independent Network), được thành lập vào tháng 4 năm 2007, bắt đầu hợp tác của họ.
Hợp tác kết thúc vào năm 2017.